# Berre-tó
A Berre-tó (franciául Étang de Berre) Franciaország Provence-Alpes-Côte d’Azur régiójában, Bouches-du-Rhône megyében, a Földközi-tenger partvidékén elterülő sóstó, lagúna. Partjain a 20. század folyamán jelentős ipari övezet alakult ki.

## A tó
A tó a Rhône deltájától keletre, az Arles–Aix-en-Provence–Marseille alkotta háromszögben terül el. Medencéje keleten a Crau-síksággal érintkezik, közigazgatásilag Bouches-du-Rhône megyéhez tartozik. Európa egyik legnagyobb kiterjedésű lagúnája (155 km²). 
A lagúnát egy északon benyúló földterület két részre tagolja: a nyugati rész a központi tó, a keleti rész neve Vaïne-tó (étang de Vaïne), amely az összterület mintegy 20%-át teszi ki. A partvonal teljes hosszát kb. 75 km-re becsülik. A tó átlagos mélysége 6 m, legmélyebb pontja 9,5 m. 
Közvetlenül a lagúna mellett terül el nyugaton az Olivier-tó (étang de l'Olivier), délen pedig a sekély Bolmon-tó (étang de Bolmon, 578 hektár ). Utóbbit 7 km hosszú keskeny homokos földnyelv választja el a központi tótól.
A Berre-tót három folyó táplálja: az Arc, a Cadière és a Touloubre; természetes vízgyűjtő területe 1700 km². Ezt kiegészíti a Durance-ból az Électricité de France (EDF) északi parti vízerőműjébe vezetett, majd abból a tóba bocsátott vízmennyiség. A tavat a Port-de-Bouc kikötővárosba vezető 6,5 km hosszú Caronte-csatorna (canal de Caronte) köti össze a Fos-öböllel és azon át a tengerrel. 

## Települések

Térképen a tó környéke

A lagúna partvidékén tíz község osztozik.
- Északnyugaton egy ékalakú kis öböl partján található Saint-Chamas (a Touloubre torkolatában) és a parttól kissé távolabb Miramas.
- Északkeleten, a lagúna két részét elválasztó földterületen Berre-l’Étang, a tóval azonos nevű település.
- A keleti rész (a Vaïne-tó) partján: Rognac, Vitrolles – itt halad a Marseille-be vezető A7-es főút – és délebbre Marignane, itt van a Marseille Provence repülőtér.
- Marignan mellett délen Châteauneuf-les-Martigues terül el, nyugatabbra Martigues; innen indul ki a tengerhez vezető Caronte-csatorna.
- A nyugati parton fekszik Saint-Mitre-les-Remparts, attól északra Istres, mellette a kis Olivier-tóval.

## Ipar és természeti környezet
A lagúna körzetében a 20. században jelentős ipari övezet alakult ki, partjain több nehézipari létesítmény is található, erőmű, olajfinomító, gáz- és olajtározók, kémények, irodaházak.
Már a római korban kiástak egy csatornát, amely a tavat időszakosan összekötötte a Földközi-tengerrel. A Caronte-csatornát 1863-ban hat méterre, később kilenc méterre mélyítették. A tavon az olajfinomítást az 1920-as évektől kezdve honosították meg. A tenger közelsége azóta is lehetővé teszi a Közel-Keletről származó kőolaj behozatalát és megkönnyíti az exportot. A berre-i petrolkémiai komplexumot (olajszármazékokra épülő vegyipart) az 1930-as években hozták létre, az 1960-as években épültek a közeli Fos-öböl és a Berre-tó medencéjének további ipari létesítményei. A növekvő szennyezés hatásait 1966-tól az EDF Saint-Chamas-i vízerőműveinek üzembe helyezése súlyosbította, amely a Durance-ból érkező hatalmas mennyiségű édesvíz és iszap beáramlásával felborította a lagúna ökoszisztémáját.
A lagúna környéke ideális terep és régóta otthont ad a repüléstechnikai tevékenységeknek. A marignane-i repülőteret 1922-ben nyitották meg, mellette az Airbus Helicopters cég (korábban Eurocopter) a második világháború után választotta a helyszínt helikoptergyártás fejlesztéséhez. Istres mellett a légierő egyik bázisa és logisztikai központja működik.
Az ipari fejlődés számos régi települést átalakított, pl. Miramast, ahol az eredeti falutól távolabb építettek várost. Miramas és Istres nagy lakótelepei hosszú sávot alkotnak, mely az 1960-as évektől épült ki a Fos-öböl menti és a tóparti iparban dolgozók befogadására.
Az 1990-es évek végére sikerült elérni az EDF-erőműből származó kibocsátások korlátozását és az ipari eredetű szennyező anyagok csökkentését. A tóban hivatalosan is engedélyezték a korábban megtiltott halászatot.
A 21. század első évtizedeiben további jelentős lépések történtek a környezetet szennyező források csökkentésére és a tó eredeti ökoszisztémájához közelítő állapot megteremtésére. Az egyik olajfinomító beszüntette a termelést, a másikat ún. biofinomítóvá alakították át.